# 阿库乌雾
阿库乌雾（彝語北部方言：ꀋꈑꃺꃼ，1964年5月—），漢名罗庆春，男，彝族，四川涼山人，中华人民共和国詩人、作家、文學評論家，用彝漢雙語寫作。曾任西南民族大學彝學院院長，現任西南民族大學民族語言文學研究院院長、教授及導師，兼任中國作家協會會員、中國少數民族文學學會副理事長、四川省中國現當代文學研究會秘書長及四川省青年聯合會副主席。

## 生平
1964年出生於四川涼山的彝家山寨，從小接受彝漢雙語教育，於1984年在《涼山文藝》發表其第一首彝語詩《老師》，後兼用漢語寫作。2006年起赴世界各地大學訪問考察，致力推廣及研究中國當代少數民族文化與文學。

## 作品

### 詩集、散文集
- 《冬天的河流》（1994年，彝語：ꋅꊂꒊꃀ）[3]
- 《虎跡》（1998年，彝語：ꆿꐪ）
- 《阿庫烏霧詩歌選》（2004年）
- 《Tiger Traces》（2006年，彝英對照詩集）[4]
- 《密西西比河的傾訴》（2008年）
- 《神巫的祝咒——阿库乌雾人类学散文集》（2009年）
- 《凯欧蒂神迹 – 阿库乌雾旅美诗歌选》（2015年）
- 《混血時代》（2015年）

### 教材
- 《彝語概論》
- 《彝族當代文學作品選讀》

### 論著
- 《民族魂·時代風——西南民族學院校友作家詩人創作研究》（1998年，四川民族出版社）
- 《靈與靈的對話——中國當代少數民族漢語詩論》（2001年）
- 《雙語人生的詩化創造：中國多民族文學理論與實踐》（2015年）
- 《薩仁圖婭、慄原小荻短詩藝術研究》（2003年）
- 《南永前圖騰詩賞析》（合著，2004年）

## 荣誉
- 四川省少數民族文學獎（1992年、2001年、2006年）